# Bohunice (Prosiměřice)
Bohunice (německy Bonitz) jsou vesnice, součást městysu Prosiměřice v okrese Znojmo. Do roku 1958 se také jednalo o samostatné katastrální území.

## Historie
Poprvé jsou Bohunice zmiňovány k roku 1349. Byly samostatnou obcí, která se nacházela v těsné blízkosti Prosiměřic, severozápadním směrem, podél cesty na Kyjovice. V roce 1948 byly přičleněny k Prosiměřicím a v 50. letech 20. století ztratily i status místní části. Roku 1958 bylo katastrální území Bohunic zrušeno a přičleněno k prosiměřickému katastru.
Vesnice tvoří severozápadní část Prosiměřic, především ulicovitou náves, kterou prochází silnice směrem na Kyjovice. Nejvýraznější zdejší stavbou je hranolová zvonice z 19. století na návsi a drobná kaplička u silnice.

## Obyvatelstvo
| 1869 | 1880 | 1890 | 1900 | 1910 | 1921 | 1930 | 1950 | 1961 | 1970 | 1980 | 1991 | 2001 | 2011 |
| ---- | ---- | ---- | ---- | ---- | ---- | ---- | ---- | ---- | ---- | ---- | ---- | ---- | ---- |
| 261  | 263  | 278  | 279  | 243  | 268  | 261  | 199  | —    | —    | —    | —    | —    | —    |

## Galerie

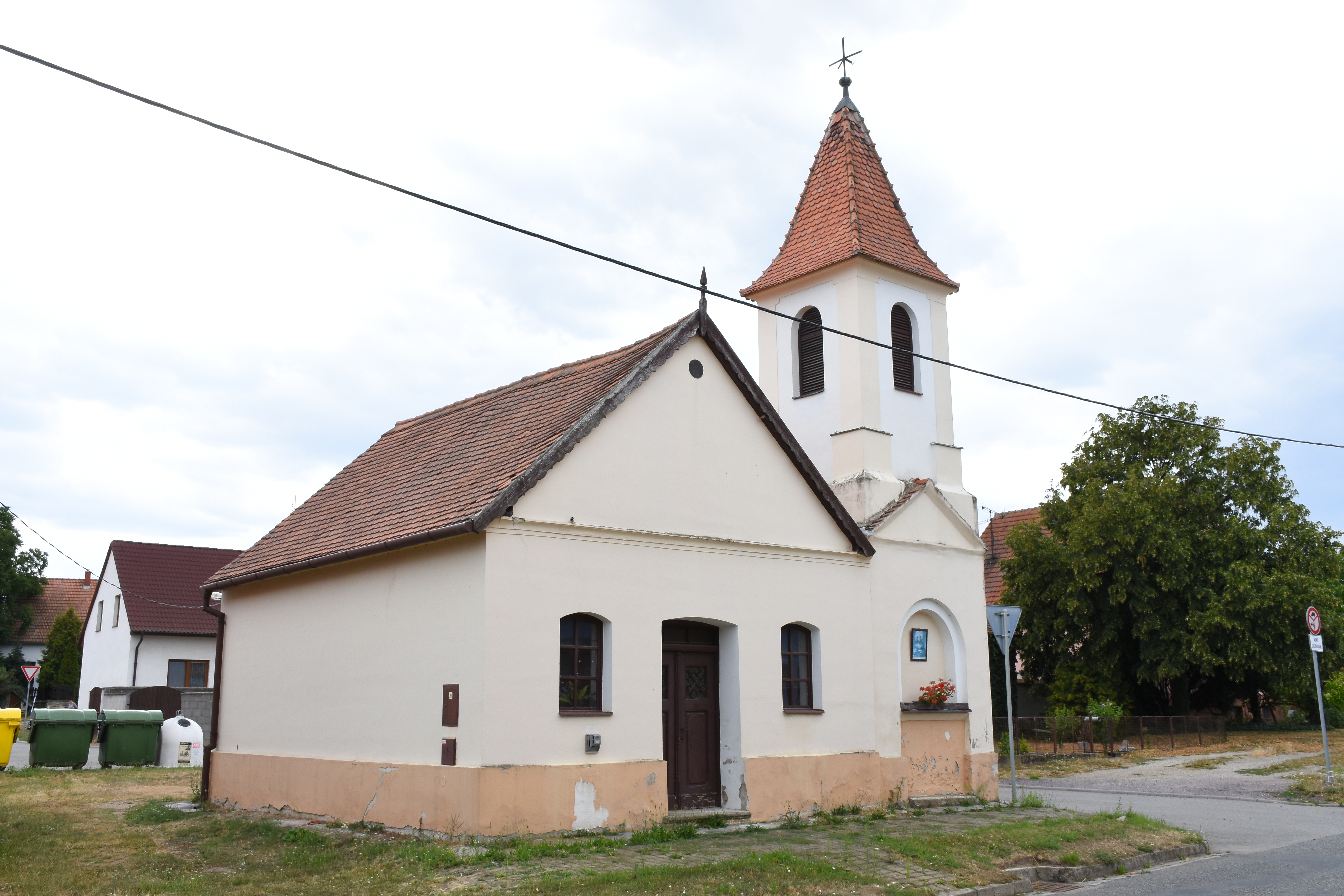
Zvonice na návsi s přistavěnou užitkovou budovou
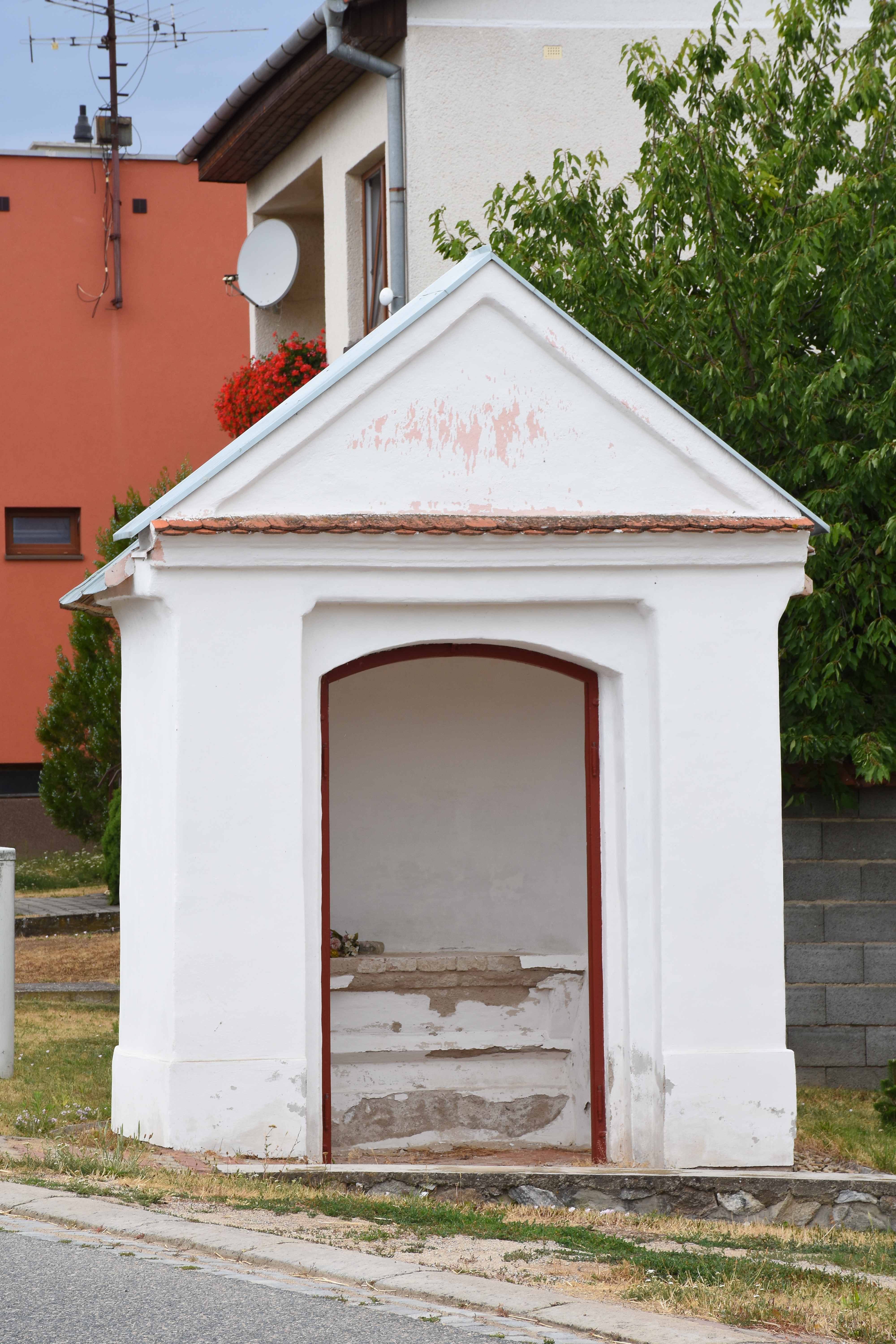
Kaplička
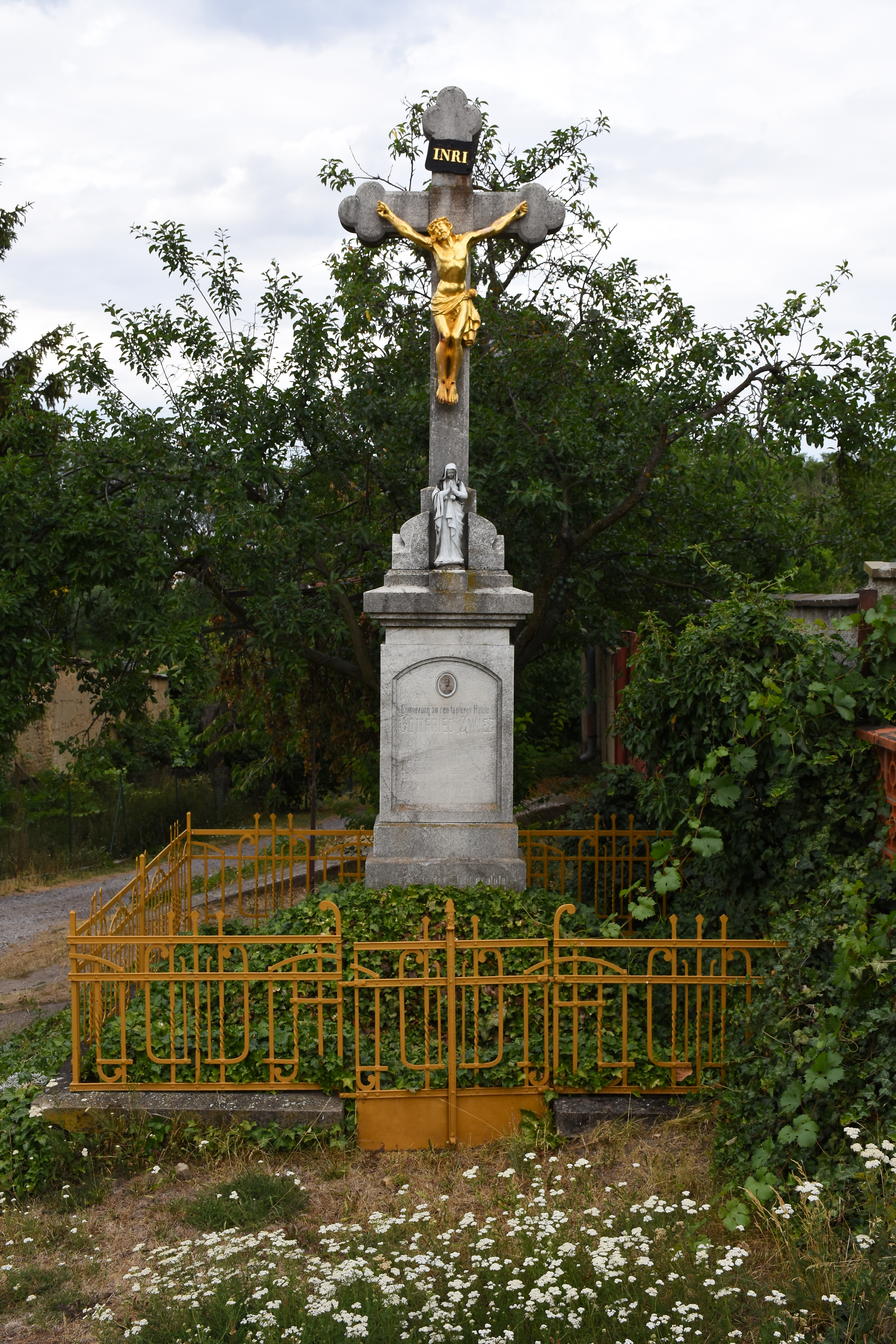
Kříž ve vesnici